# Каяпо (язык)
Каяпо (Kayapó) или мембенгокре (Mẽbengokre, Mẽbêngôkre) — язык же, на котором говорят народы каяпо и шикрин, проживающие с обеих сторон реки Шингу, западнее реки Ирири и её притоков, и на западном берегу рек Риузинью и Фрешку на юге штата Пара, а также в национальном парке Шингу в штате Мату-Гросу в Бразилии.
Диалекты языка, на которых говорят каяпо и шикрин, обнаруживают незначительные отличия в лексике и фонологии. Названия отдельных подгрупп народа каяпо (Гороти́ре, Кокраймо́ро, Кубенкраке́нь, Кокраймо́ро, Карарао́, Менкракноти́, Ментыкти́ре/Чукахамайнь) иногда указываются как названия диалектов, несмотря на практическое отсутствие языковых отличий между используемыми ими вариантами языка.

## Фонология
Инвентарь согласных мембенгокре включает шестнадцать фонем.
|          |          | Губ. | Зуб. | Палат. | Веляр. | Глот. |
| -------- | -------- | ---- | ---- | ------ | ------ | ----- |
| Шум.     | Глух.    | p    | t    | ʧ      | k      | ʔ     |
| Шум.     | Сонор.   | b    | d    | ʤ      | g      |       |
| Нос.     | Нос.     | m    | n    | ɲ      | ŋ      |       |
| Аппрокс. | Аппрокс. | w    | ɾ    | j      |        |       |